# VEE 5 und 6
Die Dampflokomotiven 5 und 6 der Vorwohle-Emmerthaler Eisenbahn-Gesellschaft (VEE) waren Lokomotiven für den Nebenbahnbetrieb. Sie wurden von der Lokomotivfabrik Borsig 1906 und 1907 mit den Fabriknummern 6012 und 6210 ausgeliefert. Die Lokomotiven waren ausschließlich auf der Bahnstrecke Vorwohle–Emmerthal im Einsatz und waren hier Stammlokomotiven.
Die Lokomotiven entsprachen einer verstärkten Variante der Preußischen T 3. Die VEE 5 wurde 1933 auf Heißdampfbetrieb umgebaut und mit Lentz-Steuerung mit rotierender Nockenwelle ausgerüstet. Bis 1964 wurden die Lokomotiven ausgemustert und verschrottet.

## Geschichte
Die Lokomotiven entstanden, weil um die Jahrhundertwende der Verkehr auf der Vorwohle-Emmerthaler Eisenbahn-Gesellschaft stark zunahm und die vorhandenen Lokomotiven der Preußischen Gattung T3 den Verkehr nicht mehr bewältigen konnten. Borsig lieferte auch eine verstärkte Version der Gattung. Diese bewältigte mit den gelieferten zwei Exemplaren den Verkehr bei der VEE zur vollsten Zufriedenheit. Die neuen Lokomotiven besaßen gegenüber der ursprünglichen T3 gut 70 PS mehr Leistung und 8 kN mehr Anfahrzugkraft.
1933 wurde die Lok 5 auf Lentz-Steuerung mit rotierender Nockenwelle umgebaut und erhielt vorerst einen Kleinrohrüberhitzer. In der Zeit bis zum Zweiten Weltkrieg musste bei der Lokomotive mehrfach experimentiert werden, um eine eisenbahnfeste Lösung dieser Steuerung zu bekommen. Nach dem Zweiten Weltkrieg wurde die Lok mit einer neuen Feuerbüchse ausgestattet, gleichzeitig wurde anlässlich dieser Revision der Überhitzer gegen einen Großrohrüberhitzer getauscht, mit dem man in Norddeutschland bessere Erfahrungen hatte.
Die beiden Lokomotiven, die 5 mit Heißdampf und die 6 mit Naßdampf, konnten sich bis Anfang der 1960er Jahre halten. Offensichtlich waren sie ausschließlich auf der VEE eingesetzt. 1960 wurde zuerst die Lokomotive 6 und 1964 die Lokomotive 5 ausgemustert und kurz darauf verschrottet.

## Technik
Äußerlich waren beide Lokomotiven in der Ursprungsversion durch den etwas längeren Wasserkasten und die massigere Rauchkammerverkleidung zu erkennen. Die Lokomotive 5 war durch den Umbau auf die geänderte Steurung und den damit verbundenen massigeren Zylinderblock sehr gut erkennen. Auf der Aufnahme von 1937 sieht man auch sehr gut den Antrieb der Nockenwelle, der über die Fahrzeugbegrenzungslinie hinaus ragte. Das war auch der Grund für den Unfall der DEBG 51, deren Gehäuse bei einem Rangierunfall zerbrach.
Die Lokomotiven besaßen einen zweischüssigen Kessel. Auf dem ersten saß der Dampfdom, auf dem zweiten waren das Läutewerk und der Sandkasten platziert, mit dem die Treibachse von vorn und hinten gesandet werden konnte. Die durch den Umbau bei der Lok 5 geänderten Leistungsparameter sind in der Literatur nicht dokumentiert. Das Laufwerk war wie bei der T3 mit einem größeren Gesamtradstand ausgestattet, die Steuerung war ursprünglich eine Allan-Steuerung, die Lok 5 bekam 1933 die Lentz-Steuerung mit rotierender Nockenwelle.